# Greklands riksvapen

När Grekland var monarki var korset i skölden svävande. I det kungliga vapnet, som visas här, var det dessutom överlagt med Danmarks vapen, eftersom den grekiska kungafamiljen härstammar från en dansk prins.

Greklands riksvapen antogs i sin nuvarande form den 7 juni 1975. Vapenskölden har samma blå kors som Greklands flagga har i sitt övre vänstra hörn. Korset symboliserar kristendom och färgerna i blått och vitt är traditionella färger för Grekland sedan antiken. Vapenskölden är omgiven av en lagerkrans.
Riksvapnet har använts sedan 1800-talet, men har förändrats något genom åren. En första version på detta togs fram 1827 och blev också sedan en symbol för Greklands självständighet 1830 från det Osmanska riket. När Grekland var monarki var korset svävande, medan det nuvarande vapnet har ett genomgående kors.